# Vlaams Belang
Le Vlaams Belang (« Intérêt flamand »), nommé Vlaams Blok (« Bloc flamand ») jusqu'au 14 novembre 2004, est un parti politique belge, classé à l'extrême droite, prônant le nationalisme flamand et l'indépendance de la Flandre.
Initialement une dissidence de la Volksunie, le Vlaams Blok est fondé par Karel Dillen en 1979. À ses débuts, le parti reste assez peu important et ne remporte qu'un siège à la Chambre en 1978, 1981 et 1985. En 1987, le parti en remporte deux. Le Vlaams Belang obtient ses meilleurs résultats dans la province d'Anvers. Sa première véritable percée électorale dans toute la Flandre se situe en 1989 où il remporte son premier siège au parlement européen avec 6,59 % des voix néerlandophones.
En 1991, le parti sextuple son nombre de sièges à la Chambre des Représentants avec 6,6 % des voix dans le royaume. C'est à la suite de cette élection, qualifiée de « dimanche noir » par ses opposants, que les autres partis politiques décident d'exclure le Vlaams Belang de toute coalition dans le cadre d'un accord appelé cordon sanitaire.
Le parti poursuit néanmoins son ascension jusqu'à atteindre 24,15 % des voix en Flandre et 34,07 % des suffrages à Bruxelles (pour le collège électoral néerlandophone) lors des élections régionales belges de 2004. La même année, le parti est poursuivi pour racisme et xénophobie, ce qui peut conduire à l'interdiction du parti. Le Vlaams Blok se dissout donc de lui-même et son successeur, le Vlaams Belang, est fondé
À partir de là, le parti commence son déclin jusqu'à atteindre 5,92 % des voix en Flandre aux élections régionales belges de 2014 et seulement trois sièges à la Chambre des Représentants. Une chute qui peut être expliquée par la montée d'un nouveau parti nationaliste flamand, la N-VA, qui tient des positions plus modérées sur l'immigration.
Tom Van Grieken devient alors président du parti qui voit une remontée inattendue aux élections fédérales de 2024 où le parti redevient deuxième en Flandre avec 21,81 % des voix et 20 sièges.
Lors des élections communales et provinciales belges de 2024, le Vlaams Belang décroche son premier bourgmestre à la ville de Ninove, Guy D'haeseleer, et détient la majorité absolue.

## Histoire

### Genèse
Aux élections du 17 décembre 1978, le Vlaams Blok était une sorte de cartel réunissant deux dissidences de la Volksunie : le Vlaams Nationale Partij (« Parti national flamand ») de Karel Dillen et le Vlaamse Volkspartij (« Parti populaire flamand ») de Lode Claes. Ces deux partis s'étaient séparés de la Volksunie, le parti nationaliste flamand, à la suite d'un désaccord sur le pacte d'Egmont.
Karel Dillen fut le seul élu et la tendance qu'il représentait finit par prendre l'ascendant : le Vlaams Nationale Partij fusionna définitivement avec l'aile radicale du Vlaams Volkspartij pour former le Vlaams Blok. Lode Claes disparut de ce nouveau parti. Karel Dillen décrivit dans un Manifest van het rechts Vlaams-nationalisme (« Manifeste du nationalisme flamand de droite ») les conceptions fondamentales du parti.
Le 18 novembre 1992, le Parlement flamand vote une motion qui condamne le programme « anti-immigrés » du Vlaams Blok.

### Transformation du Vlaams Blok en Vlaams Belang

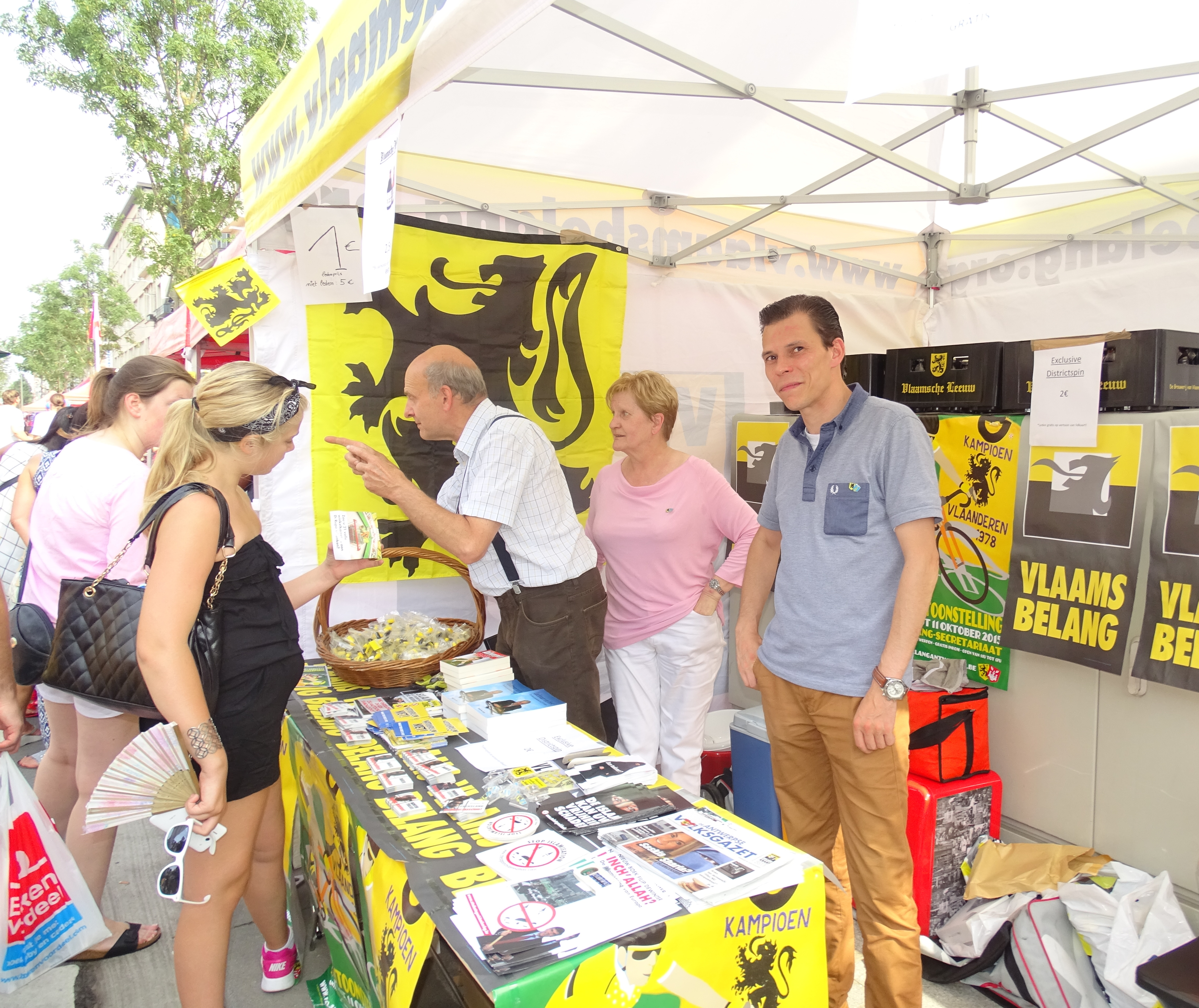
Le Vlaams Belang lors de la Coupe Sels 2015 à Merksem.

Le 14 novembre 2004, lors d'un congrès réuni à Anvers, le Vlaams Blok se dissout et refonde un nouveau parti avec les mêmes personnes et essentiellement le même programme : le Vlaams Belang.
Le congrès faisait suite à la décision de la Cour de cassation de Belgique, le 9 novembre, de confirmer un précédent arrêt de la cour d'appel de Gand, le 21 avril 2004, qui condamnait pour racisme et xénophobie plusieurs associations « proches » du Vlaams Blok : Vlaamse Concentratie (VC), Nationaal Vormingsinstituut (NV) et Nationalistische Omroepstichting (NOS), à de lourdes amendes pénales et risquait d'entraîner, à court terme, une mise hors-la-loi du parti lui-même. En effet, la loi dit qu'un parti que la justice qualifie de « raciste » peut se voir privé de sa dotation publique. Or le VB ne pouvait prendre le risque de voir ainsi s'échapper une partie non négligeable de ses finances.
Le parti change donc de nom, tout en conservant les mêmes initiales (VB) et les mêmes couleurs, le noir et le jaune, qui sont celles de la Flandre. En prévision de l'arrêt du 9 novembre, qui était attendu, le parti avait préalablement modifié ses statuts, renonçant à demander « le renvoi vers leur pays [d'origine] de larges groupes d'immigrés non-européens », et fait désormais campagne pour une non-acceptation de ceux qui « rejettent, nient ou combattent notre culture ».
Le président du Vlaams Blok, Frank Vanhecke, qui devrait jouer un rôle comparable dans le nouveau parti (de même que les autres figures marquantes telles que Filip Dewinter) appelait récemment[Quand ?] au départ immédiat des immigrés clandestins et à la nécessité, pour les immigrés respectant les conditions de séjour, de « s'adapter à notre manière de vivre, à notre langue et à notre culture ».
Durant la législature 2000-2006, un élu Christen-Democratisch en Vlaams (CD&V) du district de Deurne passe au Vlaams Belang devenant ainsi le tout premier échevin de ce parti.

### Ascension
De 1978 à 2004, le parti a connu une ascension lente mais irrésistible jusqu'à recueillir 24 % des votes aux élections du Parlement flamand du 13 juin 2004, devenant ainsi le deuxième parti flamand, derrière le cartel CD&V/N-VA (démocrates chrétiens + nationalistes).
Aux élections du Parlement flamand du 7 juin 2009, le Vlaams Belang a recueilli 15,30 % des votes, maintenant ainsi sa place de deuxième parti flamand, derrière le CD&V (chrétiens-démocrates), et ce malgré une chute de près de 10 % de son nombre d'électeurs. Un an plus tard, aux élections fédérales flamandes, le Vlaams Belang a encore reculé en n'enlevant que 12,6 % des voix et douze sièges de députés, ce qui le place au rang de cinquième parti flamand. Son groupe au parlement européen est Europe des nations et des libertés depuis le 16 juin 2015.

### Déclin
À partir de 2011, le parti commence son déclin électoral.
Lors des élections communales à Anvers du 14 octobre 2012, le Vlaams Belang chute de 33,51 % à 10,18 % soit un recul historique de plus de 23 points.
Cet échec historique est dû à Bart De Wever[réf. nécessaire], chef de file de la N-VA, qui siphonne les voix du Vlaams Belang et remporte les élections à Anvers avec 37,68 % des voix contre 28,62 % pour la liste de cartel sp.a-CD&V emmenée par Patrick Janssens.
Après la victoire de Bart De Wever, le Vlaams Belang, laminé, offre ses services à la N-VA pour monter une coalition, son chef Filip Dewinter déclarant : « Le Vlaams Belang a semé pendant des décennies afin que la N-VA et Bart De Wever puissent maintenant moissonner ».

### Activité hors de la Flandre et dans des parlements n'ayant pas ses séances en Flandre
Dans le même temps, la section de Bruxelles du Vlaams Belang dénonce (en français) sur son site le « Frankenstein politico-médiatique NVA, produit sponsorisé par le régime, bricolé pour servir de caisse de résonance d’une partie du patronat flamand et pour réduire l’électorat du Vlaams Belang » avec un programme qui « est sur les questions de la sécurité et de l’immigration un copié-collé de celui du Vlaams Belang ». Dans la foulée, le parti obtient le soutien d'un autre parti d'extrême droite européen, le Front national de Marine Le Pen,.
Aux élections de 2014, le parti perd énormément de voix et de sièges au profit de la Nieuw-Vlaamse Alliantie (N-VA). Ainsi, le Vlaams Belang perd neuf sièges à la Chambre des représentants, n'ayant plus que trois élus. Au Parlement flamand, le parti passe de vingt à six députés, ne recueillant que 5,92 % des voix. Enfin, au Parlement européen, le parti n'a plus qu'un élu, en la personne Gerolf Annemans.

### Nouveaux succès
Le parti est en progression dans toutes les provinces lors des élections communales et provinciales de 2018. Il réalise son meilleur résultat dans les provinces d'Anvers et de Flandre Orientale avec 14,2 % des voix et son moins bon résultat dans la province du Brabant Flamand avec 8,6 % des voix.
À Ninove, le Vlaams Belang remporte 40 % des voix. Ce résultat historique ne permet toutefois pas au parti de rentrer dans une majorité dans cette commune, les autres partis refusant catégoriquement cette option. Un collège communal composé de tous les partis sauf le Vlaams Belang entre donc en fonction dans la commune.
Lors des élections fédérales, régionales et européennes du 26 mai 2019, le Vlaams Belang remporte un succès électoral, passant à 18 % des voix en Flandre. Parmi les raisons qui peuvent expliquer cette victoire, le positionnement comme parti antisystème, en face de la N-VA au pouvoir depuis quatre ans, la ligne dure du parti sur l'immigration, le positionnement  plus à gauche du parti sur le social, et l'usage massif des réseaux sociaux.
Sa position semble encore renforcée depuis les élections de 2019, tous les sondages jusqu'en octobre 2020 donnent le Vlaams Belang vainqueur en Flandre. Cette popularité s'expliquerait par la stratégie du parti d'utiliser les réseaux sociaux pour contourner les médias traditionnels, Tom Van Grieken serait ainsi l'homme politique belge le plus populaire sur Facebook (plus de 500 000 « j'aime »)  loin devant tous les autres responsables politiques de Belgique et avec 600 000 suiveurs, le Vlaams Belang parvient même à avoir une audience plus importante sur les réseaux sociaux que les médias audiovisuels flamands, VTM (437 000 suiveurs) et la VRT (390 000 suiveurs).
Lors du méga-scrutin de mai 2024, le parti augmente encore ses voix. Néanmoins, il réalise de moins bons scores que le prévoyaient les sondages. Il reste ainsi le deuxième parti au parlement fédéral et flamand, derrière la NVA qui se maintient. Il passe cependant premier parti belge aux élections européennes.

## Idéologie, programme et positionnement politique
La plupart des observateurs politiques situent le Vlaams Belang à l'extrême droite, ; seuls quelques-uns le situent plutôt à la droite radicale. Sarah de Lange, professeur de sciences politiques à l'Université d'Amsterdam et spécialiste de l'extrémisme et du populisme, préfère parler de droite radicale. Selon elle, le terme « extrême » renvoie à des partis et des groupes anti-démocratiques, caractéristique non attribuée au parti. Selon Jean-Yves Camus, spécialiste de l'extrême droite, la décision de l'UNESCO de retirer le Carnaval d'Alost de sa liste représentative du patrimoine culturel immatériel de l'humanité à la suite de stéréotypes antisémites, et la victimisation qui s'est ensuivie « pourrait se traduire dans les urnes au profit du Vlaams Belang, formation d’extrême droite qui passe son temps à blanchir collaborateurs et antisémites ».
À ses débuts, son prédécesseur le Vlaams Blok « se revendique d'un nationalisme ethnique devant aboutir à une Europe des régions ethniques où les droits de l'individu doivent être « assujettis à la primauté de l’ensemble organique ». Le cadre est assez proche des courants nationalistes-européens développés depuis l'après-guerre, avec le soutien à la construction d'une armée européenne et la conception d'un marché unique européen certes protectionniste à l'extérieur, mais néolibéral à l'intérieur ».
Le Vlaams Blok a été aussi décrit comme néofasciste,,.
Durant la campagne électorale de 2019, le centre d'études RePresent — composé de politologues de cinq universités (UAntwerpen, KU Leuven, VUB, UCLouvain et ULB) — a étudié les programmes électoraux des treize principaux partis politiques belges. Cette étude a classé les partis sur deux axes « gauche-droite », de « - 5 » (extrême-gauche) à « 5 » (extrême-droite) : un axe socio-économique « classique », qui fait référence à l'intervention de l'État dans le processus économique, et au degré suivant lequel l'État doit assurer une égalité sociale, et un axe socio-culturel, qui fait référence à un clivage articulé autour d'une opposition identitaire autour de thèmes comme l'immigration, l'Europe, la criminalité, l'environnement, l'émancipation, etc.
Le Vlaams Belang présente alors le programme le plus à droite des partis politiques belges sur le plan socio-culturel (3,57), mais se positionne au centre sur le plan socio-économique (0,85),.
Le centre RePresent réitère l'exercice durant la campagne électorale de 2024, pour les douze principaux partis. Le positionnement du Vlaams Belang s'est déplacé vers la droite sur les deux plans : si son programme est de centre-droit sur le plan socio-économique (1,43), il est incontestablement à l'extrême-droite sur l'axe socio-culturel (4,62).

### Indépendance de la Flandre
Le but premier du Vlaams Belang est la création d'un État flamand, grâce à une « sécession pacifique » avec la Belgique sur les modèles tchécoslovaque et monténégrin. Les raisons de ces désirs d'indépendance sont, selon le parti, « des différences culturelles et politiques énormes entre Flamands et Wallons ». D'autre part, la Flandre est plus riche et plus peuplée que la Wallonie, ainsi, pour le Vlaams Belang, les Flamands « en ont assez de payer les factures » des Wallons. Dans le projet du Vlaams Belang, le nouvel État flamand indépendant resterait membre de l'Union européenne et de l'OTAN.

### Immigration et minorités
La politique officielle d'immigration du Vlaams Belang est plus modérée par rapport à celle de l'ancien Vlaams Blok. Dans son nouveau programme, le parti appelle à l'expulsion des immigrés qui « rejettent, nient ou combattent la culture flamande ainsi que certaines valeurs européennes, notamment la liberté d'expression et l'égalité entre hommes et femmes », ce qui lui vaut d'être parfois considéré comme xénophobe et islamophobe,. Le parti a aussi proposé de durcir les conditions d'accès aux allocations sociales pour les étrangers,. Filip Dewinter a déclaré que les femmes portant le hidjab ont « signé leur contrat d'expulsion ». 
Le parti est aussi pro-israélien, considère que Jérusalem est la capitale de l'État d'Israël et que celui-ci a le droit de se défendre contre le "terrorisme islamiste". Ce positionnement pro-israélien est aussi l'occasion pour le Vlaams Belang de se laver des accusations d’antisémitisme.

### Loi et ordre
Le parti voudrait appliquer une politique de tolérance zéro afin de sécuriser les villes flamandes. Le parti s'oppose aussi à la libéralisation des drogues. Citant la « surreprésentation massive des immigrants dans les statistiques de la criminalité », le parti propose d'expulser les immigrés illégaux et les criminels de nationalités étrangères.

### Économie
Alors que le Vlaams Blok était plus porté sur l'économie mixte, le Vlaams Belang s'oriente plutôt vers le néolibéralisme. En 2019, une analyse du programme social du parti montre un net basculement vers la gauche, les propositions étant parfois proches du PTB.

## Structure

### Présidents

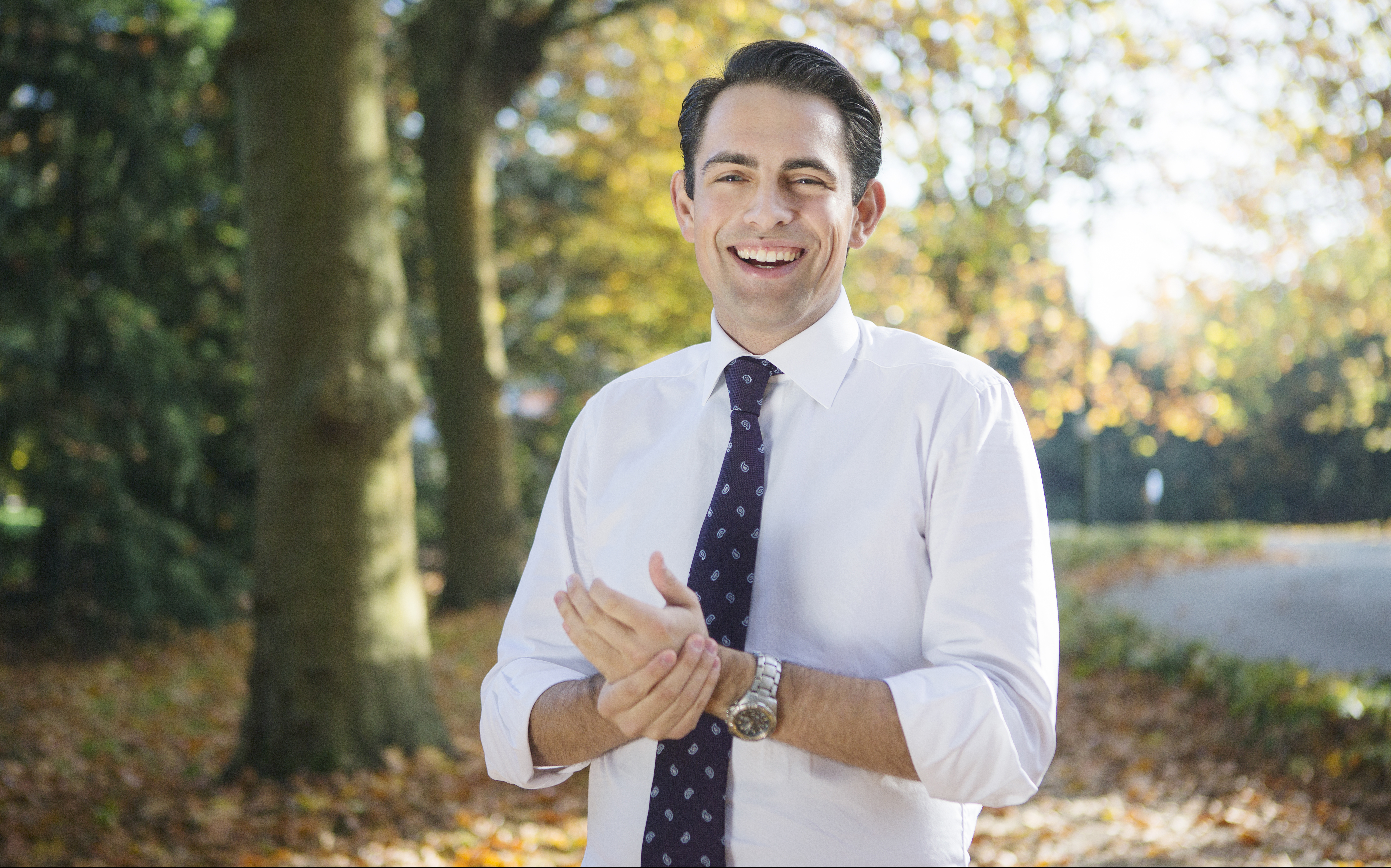
Tom Van Grieken, président du VB depuis 2014.

| Présidents       | Début | Fin      | Durée  | Remarque          |
| ---------------- | ----- | -------- | ------ | ----------------- |
| Karel Dillen     | 1978  | 1996     | 18 ans | Plus long mandat  |
| Frank Vanhecke   | 1996  | 2008     | 12 ans |                   |
| Bruno Valkeniers | 2008  | 2012     | 4 ans  |                   |
| Gerolf Annemans  | 2012  | 2014     | 2 ans  | Plus court mandat |
| Tom Van Grieken  | 2014  | En cours | 8 ans  |                   |

## Résultats électoraux

### Parlement fédéral
| Année | Chambre des représentants | Chambre des représentants | Chambre des représentants | Sénat   | Sénat | Sénat   | Gouvernement |
| Année | Voix                      | %                         | Sièges                    | Voix    | %     | Sièges  | Gouvernement |
| ----- | ------------------------- | ------------------------- | ------------------------- | ------- | ----- | ------- | ------------ |
| 1978  | 75 635                    | 1,37                      | 1 / 212                   | 80 809  | 1,47  | 0 / 106 | Opposition   |
| 1981  | 66 424                    | 1,10                      | 1 / 212                   | 71 733  | 1,20  | 0 / 106 | Opposition   |
| 1985  | 85 391                    | 1,41                      | 1 / 212                   | 90 120  | 1,50  | 0 / 106 | Opposition   |
| 1987  | 116 534                   | 1,9                       | 2 / 212                   | 122 953 | 2,0   | 2 / 105 | Opposition   |
| 1991  | 405 247                   | 6,6                       | 12 / 212                  | 414 481 | 6,8   | 5 / 70  | Opposition   |
| 1995  | 475 677                   | 7,8                       | 11 / 150                  | 463 896 | 7,8   | 3 / 40  | Opposition   |
| 1999  | 613 399                   | 9,87                      | 15 / 150                  | 583 208 | 9,42  | 4 / 40  | Opposition   |
| 2003  | 767 605                   | 11,59                     | 18 / 150                  | 741 940 | 11,32 | 5 / 40  | Opposition   |
| 2007  | 799 844                   | 11,99                     | 17 / 150                  | 787 782 | 11,89 | 5 / 40  | Opposition   |
| 2010  | 506 697                   | 7,76                      | 12 / 150                  | 491 547 | 7,60  | 3 / 40  | Opposition   |
| 2014  | 247 746                   | 3,67                      | 3 / 150                   | N/A     | N/A   | 2 / 60  | Opposition   |
| 2019  | 810 177                   | 11,95                     | 18 / 150                  | N/A     | N/A   | 7 / 60  | Opposition   |
| 2024  | 961 601                   | 13,77                     | 20 / 150                  | N/A     | N/A   |         | Opposition   |

### Entités fédérées

#### Parlement flamand
| Année | Voix    | %     | Sièges   | Gouvernement |
| ----- | ------- | ----- | -------- | ------------ |
| 1995  | 465 239 | 12,33 | 15 / 124 | Opposition   |
| 1999  | 603 345 | 15,54 | 20 / 124 | Opposition   |
| 2004  | 981 587 | 24,15 | 32 / 124 | Opposition   |
| 2009  | 628 564 | 15,28 | 21 / 124 | Opposition   |
| 2014  | 248 840 | 5,92  | 6 / 124  | Opposition   |
| 2019  | 783 977 | 18,50 | 23 / 124 | Opposition   |
| 2024  | 992 504 | 22,66 | 31 / 124 | Opposition   |

#### Parlement de la région de Bruxelles-Capitale
| Année | Voix   | %     | Sièges | Gouvernement |
| ----- | ------ | ----- | ------ | ------------ |
| 1989  | 9 006  | 2,06  | 1 / 75 | Opposition   |
| 1995  | 12 507 | 3,03  | 2 / 75 | Opposition   |
| 1999  | 19 310 | 31,89 | 4 / 75 | Opposition   |
| 2004  | 21 297 | 34,07 | 6 / 89 | Opposition   |
| 2009  | 9 072  | 17,51 | 3 / 89 | Opposition   |
| 2014  | 3 006  | 5,62  | 1 / 89 | Opposition   |
| 2019  | 5 838  | 8,34  | 1 / 89 | Opposition   |
| 2024  | 8 475  | 10,54 | 2 / 89 | En cours     |

#### Conseils provinciaux
| Année | %    | Anvers  | %    | Brabant Flamand | %    | Flandre Occidentale | %    | Flandre Orientale | %    | Limbourg |
| ----- | ---- | ------- | ---- | --------------- | ---- | ------------------- | ---- | ----------------- | ---- | -------- |
| 2006  | 28,5 | 25 / 84 | 18,2 | 15 / 84         | 17,5 | 14 / 84             | 21,0 | 19 / 84           | 18,1 | 15 / 75  |
| 2012  | 10,9 | 7 / 72  | 6,7  | 5 / 72          | 6,9  | 5 / 72              | 8,3  | 6 / 72            | 9,1  | 6 / 63   |
| 2018  | 14,2 | 6 / 36  | 8,6  | 3 / 36          | 14,1 | 5 / 36              | 14,2 | 6 / 36            | 12,3 | 4 / 31   |
| 2024  | 18,0 | 7 / 36  | 12,9 | 5 / 36          | 19,6 | 8 / 36              | 18,2 | 7 / 36            | 17,9 | 6 / 31   |

### Élections communales

#### Anvers
Le Vlaams Belang parvient à remporter jusqu'à un tiers des voix dans la plus grande ville de Flandre en 2000 et 2006. Le parti ne pourra toutefois pas participer à l'exécutif communal car les autres partis appliquent le « cordon sanitaire » à l'égard du Vlaams Belang.
| Année | Voix   | %     | Sièges  | +/-           | Statut            |
| ----- | ------ | ----- | ------- | ------------- | ----------------- |
| 1982  | 16 528 | 5,15  | 2 / 55  | 2             | Dans l'opposition |
| 1988  | 54 163 | 17,69 | 10 / 55 | 8             | Dans l'opposition |
| 1994  | 76 877 | 28,03 | 18 / 55 | 8             | Dans l'opposition |
| 2000  | 82 913 | 32,95 | 20 / 55 | 2             | Dans l'opposition |
| 2006  | 94 909 | 33,51 | 20 / 55 | en stagnation | Dans l'opposition |
| 2012  | 27 824 | 10,21 | 5 / 55  | 15            | Dans l'opposition |
| 2018  | 29 565 | 10,5  | 6 / 55  | 1             | Dans l'opposition |
| 2024  | 20 934 | 10,6  | 6 / 55  | 0             | Dans l'opposition |

#### Gand
| Année | Voix   | %     | Sièges  | +/- | Statut            |
| ----- | ------ | ----- | ------- | --- | ----------------- |
| 1982  | 3 704  | 2,36  | 0 / 51  | 0   | Dans l'opposition |
| 1988  | 8 017  | 5,16  | 2 / 51  | 2   | Dans l'opposition |
| 1994  | 18 878 | 12,66 | 7 / 51  | 5   | Dans l'opposition |
| 2000  | 28 699 | 19,54 | 11 / 51 | 4   | Dans l'opposition |
| 2006  | 28 152 | 18,05 | 9 / 51  | 2   | Dans l'opposition |
| 2012  | 9 966  | 6,53  | 3 / 51  | 6   | Dans l'opposition |
| 2018  | 12 354 | 7,8   | 4 / 53  | 1   | Dans l'opposition |
| 2024  | 7 558  | 6,5   | 3 / 53  | 1   | Dans l'opposition |

#### Ninove
La liste Forza Ninove, associée au VB, remporte 40% des voix et 15 sièges sur 33 dans la commune aux élections communales de 2018. Malgré le grand succès du VB, tous les autres partis décident d'appliquer le « cordon sanitaire » à l'égard du Vlaams Belang et refusent ainsi toute coalition avec le parti.
Le 16 octobre 2018, la N-VA annonce qu'elle exclut toute coalition avec le VB et que le parti restera dans l'opposition. Cette décision déclenche un blocage politique puisqu'aucune autre majorité n'est possible sans rompre le cordon sanitaire.
En décembre 2018, la situation est debloquée puisqu'un des deux élus N-VA décide de finalement soutenir une majorité composé de tous les partis à l'exception du VB. Tania de Jonge reste ainsi bourgmestre de Ninove.
Le 3 janvier 2019, une manifestation « pour la démocratie » rassemblant une centaine de personnes est organisée par les organisations d'extrême-droite Schild & Vrienden et Voorpost et soutenue par la tête de liste Forza Ninove Guy d'Haeseleer. Ceux-ci jugent anti-démocratique la formation d'une « coalition de perdants ».
| Année | Voix   | %     | Sièges  | +/- | Statut            |
| ----- | ------ | ----- | ------- | --- | ----------------- |
| 1994  | 1 431  | 5,83  | 1 / 31  | 5   | Dans l'opposition |
| 2000  | 3 200  | 12,86 | 4 / 31  | 3   | Dans l'opposition |
| 2006  | 6 142  | 23,61 | 8 / 33  | 4   | Dans l'opposition |
| 2012  | 6 894  | 26,50 | 9 / 33  | 1   | Dans l'opposition |
| 2018  | 10 890 | 40,00 | 15 / 33 | 6   | Dans l'opposition |
| 2024  | 10 415 | 47,40 | 18 / 33 | 3   | Majorité absolue  |

### Parlement européen
| Année | Voix      | Voix  | Sièges | Rang | Groupe                                       |
| Année | Nombre    | %     | Sièges | Rang | Groupe                                       |
| ----- | --------- | ----- | ------ | ---- | -------------------------------------------- |
| 1984  | 73 174    | 2,10  | 0 / 13 | 6e   | Extra-parlementaire                          |
| 1989  | 241 117   | 6,59  | 1 / 13 | 6e   | NI                                           |
| 1994  | 463 919   | 12,56 | 2 / 14 | 4e   | NI                                           |
| 1999  | 584 392   | 15,09 | 2 / 14 | 3e   | NI                                           |
| 2004  | 930 731   | 23,16 | 3 / 14 | 2e   | NI (2004-2007), ITS (2007) et NI (2007-2009) |
| 2009  | 647 170   | 15,88 | 2 / 13 | 3e   | NI                                           |
| 2014  | 284 891   | 6,76  | 1 / 12 | 6e   | NI (2014-2015), ENL (depuis 2015)            |
| 2019  | 811 169   | 12,05 | 3 / 22 | 2e   | ID                                           |
| 2024  | 1 034 112 | 14,5  | 3 / 22 | 1er  | PfE                                          |

## Présidents
- Karel Dillen (1978-1996)
- Frank Vanhecke (1996-2008)
- Bruno Valkeniers (2008-2012)
- Gerolf Annemans (2012-2014)
- Tom Van Grieken (depuis 2014)

## Controverses
Si le Vlaams Blok a été condamné pour discrimination raciste, son successeur le Vlaams Belang est lui aussi régulièrement accusé de racisme.

### Liens avec l'idéologie nazie et néonazie
Depuis sa création en 2004, le Vlaams Belang a été confronté à plusieurs controverses liées à des connexions directes ou indirectes entre ses membres et l'idéologie nazie ou néonazie.

#### Hommages et références historiques
En octobre 2005, Tom Van Grieken, alors président de la section anversoise du Nationalistisch JongStudentenVerbond (NJSV), a publié un message de deuil rendant hommage à Bert Eriksson, ancien dirigeant du Vlaamse Militanten Orde (VMO) et membre de la Hitlerjugend.
En septembre 2018, sous l'impulsion du conseiller Vlaams Belang Pol Denys, la commune de Zedelgem a érigé un monument surnommé « Ruche lettone » en hommage aux 12 000 légionnaires lettons de la Waffen-SS détenus après la Seconde Guerre mondiale. Ce monument a été critiqué pour son approche historiographique révisionniste minimisant l'implication de ces unités dans le génocide juif.
En mai 2025, Filip Dewinter a publié sur Instagram une photographie le montrant devant le drapeau du Verdinaso, mouvement fasciste belge, avec comme légende « Onze eer is trouw », traduction littérale de la devise SS « Meine Ehre heißt Treue ». Cette publication a suscité l'indignation du Forum des organisations juives.

#### Relations avec des groupes d'extrême droite européens
En novembre 2016, plusieurs dirigeants du Vlaams Belang, dont Filip Dewinter, Anke Van dermeersch, Jan Penris et Frank Creyelman, se sont rendus en Grèce pour rencontrer des responsables du parti néonazi Aube dorée. Filip Dewinter y a prononcé un discours faisant référence à la milice d'extrême droite belge Vlaamse Militanten Orde (VMO).

#### Incidents liés aux saluts nazis
En avril 2019, Katrina Langlet, présidente de la section de Sint-Truiden, a été suspendue après la diffusion d'une photographie la montrant effectuant un salut hitlérien lors d'une fête privée, antérieure à son adhésion au Vlaams Belang.
En août 2019, un jeune membre flamand du groupe néonazi Right Wing Resistance, et sympathisant Vlaams Belang, a été photographié au Fort de Breendonk en train de faire un salut nazi devant une croix gammée. Le parquet de Malines a ouvert une enquête en novembre 2019.

#### Sympathisants nazis parmi les candidats et élus
En octobre 2018, une enquête de Het Laatste Nieuws a révélé qu'au moins quinze candidats du Vlaams Belang affichaient sur les réseaux sociaux des « likes » en faveur d'Adolf Hitler ou encore, des sympathies pour Tomas Boutens, un terroriste reconnu. Il a dirigé le groupe néo-nazi "Bloed, Bodem, Eer en Trouw" et a planifié des attaques afin de garder la Flandre "blanche". Le parti a alors ouvert une procédure disciplinaire.
En juin 2019, Jef Leffelaer, conseiller communal du Vlaams Belang à Stabroek, a partagé sur Facebook une vidéo glorifiant la brigade 27e SS-Freiwilligen-Grenadier-Division Langemarck, accompagnée du commentaire « nous nous battons encore pour le même idéal qu'eux ». Cette publication a provoqué une polémique et des sanctions internes.